# 東海林一
東海林 一（しょうじ はじめ、1964年 - ）は、日本の実業家。ジャパンラグビーリーグワンの専務理事、ジャパンラグビーマーケティングの代表取締役、ボストン・コンサルティング・グループ東京オフィス シニアアドバイザーを務める。

## 経歴
出典：
1964年生まれ。神奈川県立横浜翠嵐高等学校では硬式野球部に在籍。一橋大学に進学し、一橋大学ラグビー部に入部した。ポジションはフランカー。
1988年、一橋大学経済学部卒業。日本興業銀行（現・みずほ銀行）に入行。30歳くらいまで日本興業銀行ラグビー部でプレーした。
1998年、ロチェスター大学サイモンビジネススクールSimon Business School卒業。ロチェスター大学経営学修士（MBA with Honor）取得。
2000年、ボストン・コンサルティング・グループ（BCG）に入社。2008年から東京オフィスのマネージングディレクター 、シニアパートナーとして同社の経営に従事。
2021年6月29日、一般社団法人ジャパンラグビートップリーグ（9月30日から一般社団法人ジャパンラグビーリーグワンに名義変更）の専務理事に就任。往年の名選手でも指導者でもなく、突然ラグビー界に現れたため、毎日新聞は「無名の専務理事」と報じた。半年後の2022年1月、ジャパンラグビーリーグワン開幕。
2022年12月、ジャパンラグビーマーケティング株式会社 代表取締役に就任。